# Vicente Feola
Vicente Ítalo Feola eller bare Vicente Feola (20. november 1909 – 26. november 1975) var en brasiliansk fodboldtræner, der stod i spidsen for Brasiliens landshold, da det vandt guld ved VM i 1958 i Sverige. Dermed blev han den første træner der førte landet til en VM-titel. Han var også ansvarshavende for landet ved VM i 1966.
Udover de to perioder som brasiliansk landstræner var Feola desuden i adskillige omgange klubtræner i São Paulo FC i sin fødeby. Han var desuden kortvarigt i Argentina hvor han trænede Boca Juniors.